# Нусратуллин, Вил Касимович
Вил Каси́мович Нусрату́ллин (род. 19 августа 1946 года) — советский и российский экономист. Заведующий кафедрой экономической теории Башкирского государственного аграрного университета (2000—2008), доктор экономических наук, профессор.

## Биография
Родился 19 августа 1946 года в селе Красная Горка Нуримановского района Башкирской АССР.
Учился в средней общеобразовательной школе в с. Красная Горка Нуримановского района Башкирии. Окончив школу в 1963 г., поехал в г. Челябинск. Проработав год в строительном тресте «Челябстрой», получил 3-й разряд каменщика. Вернувшись в Башкирию, поступил в Уфимский авиационный институт (ныне Уфимский университет науки и технологий). Проучившись там два года, из-за острых жилищных проблем ушёл в Советскую Армию, служил под Саратовом в Отдельном батальоне аэродромно-технического обслуживания войск ПВО. Служил в армии три года.
После армии работал в строительном тресте «Ленуниверситетстрой» г. Ленинграда, вернулся осенью 1969 г. в Нуримановский район БАССР. До лета 1970 г. работал учителем труда и физкультуры в Сарвинской восьмилетней школе (пос. Сарва Нуримановского района) и затем после окончания учебного года поехал вновь поступать в высшее учебное заведение. Выбрал экономический факультет Башкирского сельскохозяйственного института, окончил его с отличием в 1975 г.
После защиты диплома остался на кафедре экономической кибернетики ассистентом и в 1977 г. был направлен в целевую аспирантуру во Всероссийский научно-исследовательский и проектно-технологический институт кибернетики при Министерстве сельского хозяйства СССР. Окончил аспирантуру в 1980 г. с представлением диссертации к защите.
Диссертацию на соискание учёной степени кандидата экономических наук по специальности 08.00.13 — «Математические методы и применение вычислительной техники в экономических исследованиях, планировании и управлении народным хозяйством и её отраслями (сельское хозяйство)» на тему: «Оптимальное планирование воспроизводства в скотоводстве» защитил в 1981 г. в НИИ экономики и организации сельскохозяйственного производства Нечернозёмной зоны РСФСР г. Ленинграда.
После окончания аспирантуры в 1980 г. вернулся в Башкирский СХИ на должность старшего преподавателя на кафедру экономической кибернетики. В 1985 г. перешёл работать старшим научным сотрудником в Отдел экономических исследований Башкирского филиала АН СССР, которым руководил ученый-экономист, доктор экономических наук, профессор М. И. Такумбетов.
В 1990 г. был приглашен обратно в Башкирский СХИ, заведовал кафедрой экономической кибернетики, но потом в 1992 г. вновь перешёл работать старшим научным сотрудником в Институт экономики и социологии Уфимского научного центра РАН.
В 1996 году защитил диссертацию на соискание учёной степени доктора экономических наук по специальности 08.00.01 — «Политическая экономия» на тему: «Регулирование рентных отношений» в Институте экономики УрО РАН г. Екатеринбурга.
В 2001 году присвоено ученое звание профессора.
В июне 1997 г. он был назначен заведующим отделом Института социально-экономических исследований Уфимского научного центра РАН, откуда в октябре перешёл на должность ведущего научного сотрудника Уфимской лаборатории системного анализа и прогнозирования развития территориальных систем Института экономики Уральского Отделения РАН.
В ноябре 1998 г. был приглашен главным научным сотрудником в Башкирскую академию государственной службы и управления, где в мае 1998 г. стал начальником научно-исследовательского отдела, но потом в августе 1999 г. ушёл заведующим кафедрой теории и организации бизнеса в Восточный институт экономики, гуманитарных наук, управления и права. И, наконец, в августе 2000 г. также по приглашению вновь вернулся в Башкирский государственный аграрный университет, заведовать кафедрой экономической теории, где работал до 2008 года.
На данный момент работает в Башкирском государственном университете (ныне Уфимский университет науки и технологий).
Член редакции серии «Экономика» Вестника Челябинского государственного университета.
Женат, имеет троих сыновей.

## Научная деятельность
Область научных интересов ученого: математические методы и применение вычислительной техники в экономических исследованиях, планировании и управлении народным хозяйством и её отраслями (сельское хозяйство), оптимальное планирование воспроизводства в скотоводстве. Занимается разработкой «Неравновесной экономической теории».
Автор более 500 научных и учебно-методических публикаций.
В 2005 году педагогическая и научная деятельность В. К. Нусратуллина была отмечена Почетной грамотой Министерства сельского хозяйства Республики Башкортостан «За многолетнюю плодотворную работу по подготовке кадров». В 2007 году избран членом-корреспондентом Академии экономических наук Украины (АЭНУ, г. Донецк) по специальности «Экономическая теория», в 2010 году там же избран академиком АЭНУ по специальности «Экономическая теория». В 2010 году был награждён грамотой за большой личный вклад в деятельность Вольного экономического общества России. В 2012 году Академией наук Республики Башкортостан награждён премией им. М. И. Такумбетова за серию работ, посвященных разработке теории неравновесной экономики. В 2017 году награждён серебряной медалью Н. Д. Кондратьева за вклад в развитие общественных наук.

### Труды
- Имитационные системы в планировании животноводства. — Уфа, 1991. — 176 с.
- Рента и регулирование экономических отношений (в новейшей модели экономики). — Уфа, 1996. — 345 с.
- Неравновесная экономическая теория. В 2-х кн. — Уфа: Восточный университет, 1999. — Кн. I. Методические основы. — 176 с.
- Неравновесная экономическая теория. В 2-х кн. — Уфа: Восточный университет, 1999. — Кн. II. Методология и перспективы. — 204 с.
- Неравновесная экономика: Монография. — Уфа: Восточный университет, 2004. — 328 с.
- Стратегические основы развития современного российского предпринимательства: Монография. — Уфа: Типография ООО «Штайм», 2005. — 128 с. (в соавторстве с Емельяновым С. В.).
- Неравновесная экономика: Монография. — М.: Компания Спутник+, 2006. — 482 с.
- Теоретические проблемы обеспечения экономической безопасности в транзитивной экономике. — Уфа: ДизайнПолиграфСервис, 2007. — 154 с. (в соавторстве с Абелгузиным Н. Р.).
- Стоимость как экономическая категория и закон стоимости в формировании постиндустриальных отношений. — Уфа: Изд-во БГАУ, 2007. — 84 с. (в соавторстве с Валиуллиным Р. Р.).
- Экономические законы в структуре и закономерностях развития современных экономических отношений. — Уфа: Изд-во БГАУ, 2007. — 84 с. (в соавторстве с Валиуллиным Р. Р.).
- Развитие сельского хозяйства в стабилизирующейся экономике. — Уфа: Изд-во БашГАУ, 2007. — 165 с. (в соавторстве с Шишкиным М. И., Хусаиновым Р. З.).
- Совершенствование экономической оценки земель сельскохозяйственного назначения. — Уфа: Изд-во БГАУ, 2009. — 178 с. (в соавторстве с Мусиным Б. М., Нусратуллиным И. В., Фарраховой Ф. Ф.).
- Теоретический анализ проблем устойчивого развития современной экономики. — Уфа: АН РБ, Гилем, 2012. — 168 с. (в соавторстве с Нусратуллиным И. В.).
- Public reproduction and growth: the formalization and modeling (Общественное воспроизводство и экономический рост: формализация и моделирование). — : Lulu Press, 2015. — 184 p. (в соавторстве с Нусратуллиным И. В.).
- Evolutionary theory of economic development (эволюционная теория развития экономики).- : Lulu Press, 2016. — 234 p. (в соавторстве с Нусратуллиным И. В.).